# Zhang Chunxian
Zhang Chunxian, född maj 1953, är en ledande kommunistisk kinesisk politiker som har suttit i politbyrån. Från april 2010 till augusti 2016 var han partisekreterare i regionen Xinjiang.
Zhang tjänstgjorde i Folkets befrielsearmé 1970-75 och gick med Kinas kommunistiska parti i november 1973. Han är utbildad till ingenjör och har en magisterexamen i företagsledning från Harbins teknologiska institut.
Han utmärkte sig som vice transportminister mellan 1998 och 2002 och sedan 2002 har han varit ledamot i centralkommittén i Kinas kommunistiska parti. Åren 2005-2010 var han partisekreterare i Hunan-provinsen.
I april 2010 ersatte han Wang Lequan som partisekreterare i Xinjiang och i maj samma år övertog han även Wangs post som förste politiske kommissarie i Produktions- och konstruktionskåren i Xinjiang. I Xinjiang fortsatte han Wangs hårda politik mot den uiguriska folkgruppen, men han har också blivit känd för sin öppna image gentemot media och för sitt flitiga bruk av sin mikroblogg för att föra ut sin politik.
I augusti 2016 avgick han som Xinjiangs partisekreterare, och efterföljdes av Chen Quanguo.
Den 15 november 2012 valdes han in i Politbyrån i Kinas kommunistiska parti.
Han är gift med Li Xiuping, en av CCTV:s mest populära nyhetsankare.